# Altitudine di transizione
L'altitudine di transizione è definita dall'Organizzazione Internazionale dell'Aviazione Civile come l'altitudine alla quale, o al di sotto della quale, la posizione verticale di un aeromobile è controllata con riferimento alle altitudini.
L'altitudine di transizione viene stabilita per ogni aerodromo dall'autorità dello stato nel quale questo si trovi. È possibile che venga stabilita una stessa altitudine di transizione per due aerodromi che si trovano molto vicini tra di loro; altrimenti verrà stabilita come altitudine di transizione la più alta tra quelle che potrebbero essere stabilite per ciascuno dei due aerodromi.
L'altitudine di transizione non dovrebbe essere inferiore a 900 m (3000 ft). L'altitudine di transizione viene pubblicata sulle pubblicazione delle informazioni aeronautiche ed è indicata sulle carte aeronautiche.
Operativamente passando l'altitudine di transizione si passa dal regolaggio altimetrico QNH al regolaggio altimetrico standard 1013,25 hPa.